# Michael E. Greenberg
Michael Eldon Greenberg (* 1954 in Florida) ist ein US-amerikanischer Neurowissenschaftler an der Harvard Medical School. Er ist bekannt für die Entdeckung der Signaltransduktion, die einer aktivitätsabhängigen Gentranskription von Neuronen zugrunde liegt.

## Leben
Greenberg wuchs als jüngstes von vier Kindern in Brooklyn, New York City auf. 1976 schloss er sein Studium der Chemie an der Wesleyan University ab, 1982 erwarb er bei Gerald Edelman an der Rockefeller University einen Ph.D. in Biochemie. Als Postdoktorand arbeitete er bei dem Biologen Edward Ziff an der New York University.
1986 erhielt Greenberg eine Stelle als Assistant Professor an der Harvard Medical School. 1994 ging er an die Abteilung für Neurologie am Children’s Hospital Boston, bevor er 2008 zurück an die Harvard Medical School ging. Hier hat er (Stand 2015) den Lehrstuhl für Neurobiologie inne.

## Wirken
Greenberg befasst sich mit dem Verhältnis von Genetik und Umwelteinflüssen auf die Gehirnentwicklung beim Menschen und die Entstehung von Störungen wie Autismus oder geistige Behinderung. 1984 entdeckte er, dass Wachstumsfaktoren an der Zelloberfläche am Zellkern die Transkription des C-Fos bewirken. Außerdem konnten Greenberg und Mitarbeiter zeigen, dass neuronale Aktivität diesen Prozess anstößt und hunderte weitere Gene aktiviert. Greenberg stellte neuronale Mechanismen dieses Prozesses dar, darunter dass der spannungsabhängige Calciumkanal vom L-Typ die Genexpression zur Entwicklung von Synapsen anstößt – und damit einerseits Bedeutung für Prozesse wie Lernen oder Gedächtnis hat, andererseits für die Entwicklung von Störungen, die aus einem Ungleichgewicht von stimulierenden und  hemmenden Synapsen resultieren. An Zellkulturen von Mäuse-Neuronen konnte Greenberg beweisen, dass sensorische Reize zur Aktivierung von Enhancer-Genen und zur Bildung von e-RNA (Enhancer-RNA) führen, die wiederum eine Rolle bei der Antwort der Zelle auf den sensorischen Reiz zu spielen scheinen. In jüngeren Arbeiten berichtete er, dass eine Störung des MeCP-2-Gens schwere Auswirkungen auf die Entwicklung weiterer neuronaler Gene hat, was wiederum zu neurologischen Störungen wie dem Rett-Syndrom führt. Weitere Arbeiten befassen sich mit der Rolle des Wachstumsfaktors BDNF für das Rett-Syndrom und andere Störungen.

## Auszeichnungen (Auswahl)
- 2003 Mitglied der American Academy of Arts and Sciences[1]
- 2006 Harvey Lecture: Signaling Networks That Control Synapse Development and Cognitive Function.[2]
- 2008 Perl-UNC Neuroscience Prize[3]
- 2008 Mitglied der National Academy of Sciences[4]
- 2010 Fellow der American Association for the Advancement of Science
- 2015 Gruber-Preis für Neurowissenschaften[5]
- 2019 Ralph-W.-Gerard-Preis
- 2023 Brain Prize[6]